# Grootslag II
Grootslag II is een voormalig stoomgemaal aan de Zuiderdijk nabij de Noord-Hollandse plaats Bovenkarspel.

## Geschiedenis
Het stoomgemaal werd in 1907 gebouwd ter vervanging van een ouder in 1870 gebouwd gemaal, dat wel dienst bleef doen als reservergemaal om gebruikt te worden in tijden van nood. Grootslag II werd ontworpen door het ingenieursbureau W.C. en K. de Wit uit Amsterdam. De stoomketel en de centrifugaalpomp werden geleverd door de Nederlandsche Fabriek van Werktuigen en Spoorwegmaterieel. Het gemaal zorgde voor de afwatering van de gelijknamige polder "Het Grootslag" op de toenmalige Zuiderzee.
Het gemaal werd geplaatst aan de Zuiderdijk niet ver van de Broekerhaven. In 1939 besloten de hoofdingelanden van "Het Grootslag" tot elektrificatie van het gemaal. In 1940 werd een elektromotor in het machinegebouw geplaatst.
Het rechthoekige machinegebouw heeft een zadeldak, dat met rode pannen is gedekt. Aan de zuidelijke dijkzijde zijn met zwarte pannen de naam "Grootslag 2" en het stichtingsjaar "1907" aangegeven. Aan de noordzijde staat een gemetselde schoorsteen van rode baksteen van twintig meter hoog. Ten westen van het machinegebouw staat een gedeeltelijk houten kolenloods. Het gebouw werd in 1989 aangewezen als rijksmonument. Volgens de Rijksdienst voor het Cultureel Erfgoed is "het gemaal met kolenloods, schoorsteen, kroosbrug, krooshek en waterkelder van belang vanwege de architectuurgeschiedenis en de geschiedenis der waterhuishouding".